# Паломас (Јауко, Порторико)
Паломас (шп. Palomas, Yauco) село је у општини Јауко у америчкој острвској територији Порторико, острвској држави Кариба.

## Демографија
По попису из 2010. године број становника је 1.936, што је 385 (-16,6%) становника мање него 2000. године.
| Група             | 2000.         | 2010.         |
| Белци             | 23 (1,0%)     | 8 (0,4%)      |
| Афроамериканци    | 162 (7,0%)    | 164 (8,5%)    |
| Азијати           | 24 (1,0%)     | 0 (0,0%)      |
| Хиспаноамериканци | 2.297 (99,0%) | 1.928 (99,6%) |
| Укупно            | 2.321         | 1.936         |